# Soetgen Gerrits
Soetgen Gerrits (geboren vermutlich in Rotterdam; gestorben 26. Dezember 1572 in Hoorn) war eine niederländische Dichterin von Kirchenliedern.

## Leben
Soetgen Gerrits wurde vermutlich in Rotterdam geboren. Sie konnte weder lesen noch schreiben und war zudem blind. Gerrits kann als erste niederländische Dichterin protestantischer Herkunft angesehen werden. Zur Zeit der Glaubensverfolgung war sie vermutlich Mitglied der Mennonitengemeinde von Rotterdam. In ihrem Werk finden sich Hinweise auf verfolgte Glaubensbrüder und diese lassen darauf schließen, dass sie diese Verfolgungen miterlebt hat. Wahrscheinlich musste sie um 1550 selbst fliehen. Die letzten zwanzig Jahre ihres Lebens verbrachte sie in Hoorn, wo sie auch starb. Am Tage ihres Todes im Jahr 1572 wurde eine Biografie erstellt, die dem Druck ihres Liedtextbuches ab 1592 beilag. In ihr finden sich kaum Informationen zu ihrer Person, außer den Hinweisen darauf, dass sie ihrem Glauben sehr treu war, eine große Abneigung gegen Streit und Zwietracht hatte und große Liebe für die Gemeinschaft empfand.

### Werk
Sie schuf sehr fromme geistliche Lieder, die sie auf Bitten von Glaubensbrüdern verfasste. Dabei betonte sie ihre Einfachheit als Gläubige sehr gern. Die Lieder von Soetgen Gerrits waren zu ihrer Zeit vermutlich recht bekannt. Der Herausgeber ihrer ältesten bekannten Sammlung, „Een nieu gheestelijck lie(d)tboecxken“ aus der Zeit um 1590, begründet die Veröffentlichung wie folgt: „Da diese Lieder auf viele verstreut waren, wurden sie mit Sorgfalt gesammelt.“ Die Sammlung umfasst 84 Lieder, die Haarlemer Ausgabe von 1592 enthält jedoch 104 Lieder, von denen 102 aus ihrer Hand stammen, obwohl der Herausgeber in seinem Vorwort angibt, dass es 98 sind. In der Ausgabe von 1618 wurde dieser Fehler korrigiert: sechs Lieder wurden gestrichen. Die Bekanntheit ihres Werkes wird auch durch die Tatsache deutlich, dass zu ihren Lebzeiten etwa 35 ihrer Lieder in Gesangbücher wie „Veelderhande liedekens“ aufgenommen wurden.
Auf der Titelseite und im Vorwort wird erwähnt, dass Soetgen Gerrits blind war. Der Herausgeber des Werkes, dessen Name unbekannt ist und von dem nur noch die Initialen I.C. bekannt sind, schrieb, dass sie nicht zwischen a und b unterscheiden konnte, dennoch Gott sie „mit einem hohen und wunderbaren Verständnis erleuchtet“ habe. Ihre Texte wird sie jemandem diktiert haben, der schreiben konnte. Darauf nimmt sie selbst auch mehrfach Bezug. Sie verfügte über umfassende Kenntnisse der Bibel und verwendete für ihre Lieder gerne „die Sprache Kanaans“, was darauf schließen lässt, dass sie große Teile der Bibel auswendig kannte. Von ihren bekannten Liedern begannen 33 mit einem Wunsch nach Gnade oder Frieden. Wie in Lied 35: „Gnade und Frieden wünsche ich dir hier in dieser Stadt“.
Die Melodien, zu denen die Lieder gesungen werden sollen, ist bei allen Liedern angegeben, wie es in diesen Liederbüchern üblich war. Dabei fällt eine große Vielfalt auf. Es werden in der Sammlung 79 Melodien erwähnt. Dies ist ebenfalls ein Anzeichen für die Begabung der blinden Soetgen Gerrits zum Auswendiglernen. Vermutlich wird sie die Melodien beim Komponieren ihrer biblischen Lieder benutzt haben.
Später fand ihre Arbeit wenig Wertschätzung. So stellt W.A.P.Smit fest, dass es ihr nicht gelungen sei, „ihr inneres Glaubensleben auf ihre Lieder zu übertragen“. Schenkeveld-van der Dussen nennt ihre Sprache und ihren Stil äußerst „einfach und sogar unbeholfen“, nennt sie aber dennoch eine „vielgelesene und beliebte Dichterin“, die mehr Aufmerksamkeit verdient, als ihr in der Literaturgeschichte zuteil würde. Soetgen Gerrits wird oft mit Vrou Gerrits verwechselt, ebenfalls einer mennonitischen Dichterin, deren Sammlung geistlicher Lieder unter demselben Titel bekannt ist.